# Maria Ferrés Puig
Maria Ferrés i Puig (Vilassar de Mar, 1874 - Valls, 1964) fou una dibuixant, aquarel·lista i gravadora catalana també coneguda com a Maria Freser, MF, Mari-Clo o Senyora Homs. Formà part del Grup d'Artistes Vallencs.

## Família
Fou la tercera de cinc germans; nasqué a Vilassar de Mar en una de les cases més riques de la vila, a ca la Duana, en una família amb tradició de navegants. La bona situació familiar li permeté dedicar-se a la pintura. Filla d'Elvira Puig Mir, de can Xaní, i del capità de vaixell Eduard Ferrés Viada, es decantà cap al dibuix al natural influïda pel seu pare. Fou deixebla del pintor i gravador mataroní Rafael Estrany i Ros amb qui s'inicià en la tècnica del gravat. L'artista es casà l'any 1899 amb Lluís Homs Moncusí, un arquitecte de Valls amic i company de carrera del seu germà Eduard, destacat arquitecte modernista. El marit pertanyia a una família d'hisendats de Valls de tarannà catalanista, pel treball del qual viatjà i residí en diferents pobles de Catalunya. Finalment s'instal·laren a Barcelona i passaven els estius a Valls a can Tafarra del Pati i a la masia Homs, i a Vilassar de Mar a ca la Duana, on havia nascut. Quan els seus dos fills, Anton i Elvira, foren grans es dedicà plenament a la pintura i al dibuix. Es pot parlar d'una genealogia d'artistes iniciada amb la seva cosina política, Emília Coranty Llurià, i continuada per ella i la seva filla Elvira Homs i Ferrés, també pintora.

## Biografia
De petita rebé una educació laica. Començà a pintar sent molt jove, copiava a l'aquarel·la obres de la pintora europea Klein, popularitzades en targetes postals i flors de la natura, fins que el seu germà la va animar a pintar sense model, com els japonesos. Cap al 1918 fou deixebla del pintor i gravador Rafael Estrany i Ros, qui la introduí en el món de les galeries i de les exposicions. Amb ell exposà el 1922 a la Sala Parés de Barcelona tot un conjunt d'aquarel·les i d'aiguaforts que la crítica considerà d'innegable interès.
Pintà molts rams de flors, marines i figures. Treballà l'aquarel·la, l'oli, els dibuixos i els gravats (aiguaforts i punta seca). Amb l'aquarel·la feu flors, jardins i algun paisatge; dibuixà ballarines, gent del carrer, gent mirant llibres a les parades de la Fira del Llibre, gent contemplant les seves obres a les exposicions, gent vivint la guerra civil des de la rereguarda... Als anys trenta participà en l'exposició anual que organitzava l'Agrupació d'Aquarel·listes de Catalunya, primer a la Sala Parés i després a les Galeries Laietanes de Barcelona. Utilitzà el gravat per a la representació de gitanos, ballarines, bruixes, etc. Treballà a l'oli poques obres, mai exposades.
També feu pintura mural. A la façana de la masia de Valls pintà uns preciosos galls blancs, arrenglerats asimètricament a banda i banda d'un finestral, i en el respatller d'un banc del jardí esgrafià quinze oques en diferents posicions, palesant la seva capacitat de copsar simultàniament i amb quatre traços el moviment i la individualitat.
Les aquarel·les de flors són les seves obres més tradicionals. En pintà moltes, de diferents formats i dimensions. Les signà com «Maria Freser», com «MF» i tota una sèrie representant rams, sense recipients, fetes pels volts dels anys 50 per vendre-les entre el veïnat de Valls, com «Mari-Clo» (Clo hipocorístic de Clotilde, el seu segon nom). Ho signà així perquè eren obres que considerava menors.
El dibuixos i gravats són sempre de figures molt diverses. Feu uns aiguaforts sobre el poema de Carles Fages de Climent Les bruixes de Llers, sobre temes de Valls, com calçotades, castellers, balls i oficis tradicionals, gitanes...; també una sèrie de gravats d'influència goiesca carregats d'ironia i de sàtira. Especialment interessants són els dibuixos aquarel·lats sobre personatges que es trobaven pel carrer durant la guerra civil: el soldat acomiadant-se, els qui marxen cap a l'exili, la guàrdia mora de Franco, grups de joves falangistes, etc.
Veritablement és en els gravats i, especialment, en els molts dibuixos i apunts que realitzà on l'artista es manifestà plenament. Hi posà la seva tècnica perfecta i la seva pròpia ànima per aconseguir amb pocs traços no només donar sensació de moviment, sinó copsar l'estat anímic de les persones representades. Mitjançant els dibuixos, sovint aquarel·lats, es convertí en cronista gràfica del món que l'envoltà, reflectint allò que ocorregué en el dia a dia: des dels personatges del mercat fins a la gent que fa cua per aconseguir menjar durant l'època de l'estraperlo, tot passant per les ballarines del Liceu, etc.
Aquesta artista, recordada com a persona alegre, simpàtica, bona observadora, moderna, culta i molt activa, exposà l'any 1945 amb el grup d'Artistes Vallencs i col·laborà en algunes revistes, com el quadern de divulgació turística Setmana Santa de Tarragona o la revista Mirador.
La majoria de les seves obres estan dipositades en el Museu de la Marina de Vilassar de Mar i el Museu de Valls conserva més de 170 obres, entre dibuixos, aquarel·les i gravats, de Maria Ferrés.

## Exposicions

### Exposicions individuals[4]
- 1922. Exposició Rafel Estrany i Maria Freser. Sala Parés, Barcelona.
- 1923. Exposició Rafel Estrany i Maria Freser. Sala Parés, Barcelona.[5]
- 1924. Exposició Rafel Estrany i Maria Freser. Sala Parés, Barcelona.
- 1926. Exposició Maria Freser. Galeries Dalmau, Barcelona.
- 1927. Galeries Dalmau. Barcelona.[6]
- 1929. Galeries Laietanes, Barcelona.
- 1931. Exposició de dibuixos i gravats. Maria Fresser. Galeries Laietanes, Barcelona.
- 1933. Exposició d'aquarel·les. Galeries Laietanes, Barcelona.
- 1936. Galeries Syra, Barcelona.

### Exposicions col·lectives[7]
- 1924. III Salón de humoristas. Hotel Ritz, Barcelona.
- 1925. Exposició d'obres inèdites d'artistes catalans. Sala Parés, Barcelona.
- 1927. Exposició pro-monument Garreta. Sala Parés, Barcelona.
- 1928. Exposició inaugural temporada. Galeries Dalmau, Barcelona.
- 1929. Agrupació d'Aquarel·listes de Catalunya any 1929. Sala Parés, Barcelona.
- 1930. Agrupació d'Aquarel·listes de Catalunya any 1930. Sala Parés, Barcelona.
- 1931. III Exhibició anual de Gravat artístic de l'Institut Català de les Arts del llibre. Sala Busquets, Barcelona.
- 1931. Agrupació d'Aquarel·listes de Catalunya any 1931. Sala Parés, Barcelona.
- 1931. Montserrat vist pels pintors catalans. Palau de les Arts Decoratives, Barcelona.
- 1932. Agrupació d'Aquarel·listes de Catalunya any 1932. Galeries Laietanes, Barcelona.
- 1932. Exposició de Primavera. Saló Barcelona. Palau Nacional, Barcelona. Obra: Dansarines.[8]
- 1934. Agrupació d'Aquarel·listes de Catalunya any 1934. Galeries Laietanes, Barcelona.
- 1935. Agrupació d'Aquarel·listes de Catalunya any 1935. Galeries Laietanes, Barcelona.
- 1936. Agrupació d'Aquarel·listes de Catalunya any 1936. Galeries Laietanes, Barcelona.
- 1945. Exposició Nacional de Belles Arts. Madrid. Obra: Alelí.[9]